# Pluchea lycioides
Pluchea lycioides là một loài thực vật có hoa trong họ Cúc. Loài này được (Hiern) Merxm. miêu tả khoa học đầu tiên năm 1960.